# Black Box BRD
Black Box BRD è un documentario del 2001 diretto da Andres Veiel.

## Riconoscimenti
- 2001 - European Film Awards
  - European Film Awards per il miglior documentario